# Арджан
 Тази статия е за селото.  За реката вижте Гьолая.  
Арджан или Хараджиново (на гръцки: Αρτζάν) е историческо село в Гърция, дем Пеония, област Централна Македония.

## География
Селото е било разположено северно от град Ругуновец (Поликастро), близо до границата със Северна Македония. Южно от селото е разположено Арджанското езеро, което днес е почти напълно пресушено.

## История

### В Османската империя
В „Етнография на вилаетите Адрианопол, Монастир и Салоника“, издадена в Константинопол в 1878 година и отразяваща статистиката на населението от 1873 година, Арджан (Ardjan) е посочено като селище в каза Аврет Хисар (Кукуш) с 30 домакинства, като жителите му са 170 българи. Според статистиката на Васил Кънчов („Македония. Етнография и статистика“) в 1900 година селото има 100 жители българи.
По данни на секретаря на Българската екзархия Димитър Мишев („La Macédoine et sa Population Chrétienne“) в 1905 година в Арджан (Ardjan) има 64 българи екзархисти и функционира българско училище.

### В Гърция
След Междусъюзническата война в 1913 година селото остава в Гърция. Селото е разрушено от гръцката армия в Междусъюзническата война в 1913 година и в последвалото гръцко преброяване се води напуснато. Повече не е възстановено. Боривое Милоевич пише в 1921 година („Южна Македония“), че Арджан (Арџан) има 12 къщи славяни мохамедани.
| Година    | 1913 | 1920 | 1928 | 1940 | 1951 | 1961 | 1971 | 1981 | 1991 | 2001 | 2011 | 2021 |
| --------- | ---- | ---- | ---- | ---- | ---- | ---- | ---- | ---- | ---- | ---- | ---- | ---- |
| Население | 0    |      |      |      |      |      |      |      |      |      |      |      |